# Glen Walshaw
Glen Walshaw (ur. 25 lipca 1976) - reprezentant Zimbabwe w pływaniu, specjalista od pływania stylem dowolnym.
Reprezentował swój kraj na igrzyskach w Sydney - startował w zawodach 100 i 200 metrów stylem dowolnym w obu przypadkach odpadając w eliminacjach.